# Serieåret 1970

## Händelser

### Mars
- 21 mars - Golden State Comic-Minicon, US Grant Hotel, San Diego – Shel Dorf organiseras en endagskonvention."[1]

### Augusti
- 1-3 augusti - Golden State Comic-Con, US Grant Hotel, San Diego – blir Shel Dorfs första tredagarskonvention, som drar 300 personer.[2]

### September
- 24 september - Debut för Yoko Tsuno av Roger Leloup i Spirou med berättelsen Hold-up en hi-fi.[3]

### Okänt datum
- Knasen får egen serietidning i Sverige.[4]
- I Sverige blir Dennis förlag av med rättigheterna till sin huvudserie.[4]

## Pristagare
- Adamsonstatyetten: Robert Crumb, Torvald Gahlin

## Utgivning
- Kalle Ankas Pocket 5: Med Farbror Joakim jorden runt
- Kalle Ankas Pocket 6: Kalle Anka i Björnligans klor

### Album
- Asterix i Alperna[5]
- Asterix och tvedräkten[5]
- Cirkus vilda västern (Lucky Luke)[6]
- Guldmaskinen (Spirou)[7]

### Serieantologi
- Comics 1 - den stora serieboken[8].

## Födda
- 16 januari – Garth Ennis, nordirländsk manusförfattare
- 19 januari – Coco Moodysson, svensk serieskapare och författare
- 1 mars – Joanna Rubin Dranger, svensk illustratör och författare

## Avlidna
- 18 februari - Jim Holdaway, 42, brittisk serietecknare.
- 17 april - Rudolf Petersson, 73, svensk serietecknare.
- 9 juli - Elov Persson, 75, svensk serietecknare.
- 7 december - Rube Goldberg, 87, amerikansk serietecknare, känd för sina omöjliga maskiner.

### Fotnoter
1. ↑  Evanier, Mark. POV Online: "Shel Dorf, R.I.P." (kolumn för 3 november 2009).
2. ↑  Comic-Con Souvenir Book #40 p.61 (2009).
3. ↑  ”Aventures électroniques”. yokotsuno.com. http://www.yokotsuno.com/rombaldi/com_album04.html. Läst 26 december 2008.
4. 1 2  Swecomics
5. 1 2  ”Asterix”. http://www.asterix.com/la-collection/les-albums/. Läst 12 mars 2011.
6. ↑  ”Lucky Luke på svenska”. Arkiverad från originalet den 11 november 2014. https://web.archive.org/web/20141111004811/http://www.visit.se/~dampgrodan/album_kronolog.html. Läst 12 mars 2011.
7. ↑  ”Spirou enligt Franquin”. Arkiverad från originalet den 23 juli 2010. https://web.archive.org/web/20100723064409/http://www.mantagraphics.com/franquin/helaalbum.htm. Läst 12 mars 2011.
8. ↑  ”Rogers Seriemagasin”. https://rogersmagasin.com/serietidningar-och-seriepublikationer/comics-den-stora-serieboken/comics-1-den-stora-serieboken/. Läst 15 mars 2021.